# Hexapod-Teleskop

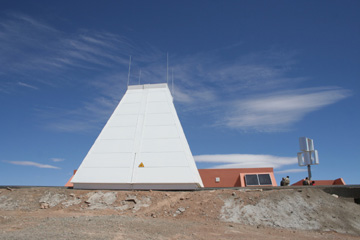
HPT-Kuppel und -Kontrollgebäude am Cerro Armazones

Ingenieure der Firma Krupp Industrietechnik (später Vertex Antennentechnik) entwickelten in Zusammenarbeit mit Astronomen des Astronomischen Instituts (AIRUB) der Ruhr-Universität Bochum ein Konzept für ein völlig neuartiges Teleskopdesign, das Hexapod-Teleskop (HPT) und bauten in den 1990er Jahren diesen Prototyp.
Die Zerodur-Optik stammt von der Fa. Carl Zeiss, Jena. Der Hauptspiegel hat eine Apertur von 1500 mm. Anstelle der klassischen Zwei-Achsen-Montage wird hier der Spiegel von sechs in ihrer Länge veränderlichen Beinen (Hexapod) getragen. Diese Anordnung bei Hexapod-Montierung erlaubt die Bewegung des Teleskops in allen sechs Freiheitsgraden des Raumes. Bedingt durch die parallele Struktur, alle sechs Beine greifen an der Tragplattform des Spiegels an, erreichen Hexapoden eine hohe Struktursteifigkeit. Hieraus resultieren neben einem hohen Verhältnis von Lastaufnahme zu Eigengewicht auch eine sehr hohe Präzision in der Positionier- und Wiederholgenauigkeit. Aufgrund dieser beiden Vorteile wurde dieses Konzept gewählt, obwohl für die Anwendung als Teleskop die Orientierung des Spiegels nur in zwei Achsen benötigt wird und die Steuerung von Hexapoden um ein Vielfaches komplexer ist.
Unter der Projektleitung von Rolf Chini wurde das HPT in Bochum ausführlichen Tests unterzogen. Im Jahre 2006 wurde es zu seinem neuen Standort, dem Cerro Armazones in der Atacamawüste in Chile verbracht. Das AIRUB baut dort mit den Astronomischen Institut der Katholischen Universität Nordchile in Antofagasta (Instituto de Astronomía de la Universidad Católica del Norte) ein eigenes Observatorium auf. Für das HPT wurde ein eigenes Kontrollgebäude gebaut.
Für das HPT entwickelt das AIRUB zusammen mit der Landessternwarte Heidelberg-Königstuhl einen Spektrographen namens BESO. Er ist eine Kopie des Spektrographen FEROS, der vom European Southern Observatory (ESO) sehr erfolgreich betrieben wird.